# Graham Leonard
Pour les articles homonymes, voir Léonard.
Graham Leonard, né le 8 mai 1921 et décédé le 6 janvier 2010, est un ecclésiastique anglais, anglican converti au catholicisme. Sacré évêque en 1964 pour l'Église d'Angleterre, il y occupe de 1981 à 1991 le siège d'évêque de Londres, ce qui le place au troisième rang de la hiérarchie de cette église. Trois ans après avoir quitté sa charge, il rejoint l'Église catholique, au sein de laquelle il est ordonné prêtre.

## Formation
Graham Leonard est né le 8 mai 1921 d'un père prêtre anglican de tendance évangélique. Il fait ses études dans une école réputée de la même tendance, la Monkton Combe School dans le Somerset. Il entre en 1940 à l'université d'Oxford, au Balliol College, pour y étudier la botanique. Il épouse en 1943 sa condisciple Priscilla Swann. Ses études sont écourtées par la guerre et il rejoint l'Oxfordshire and Buckinghamshire Light Infantry.
Une fois démobilisé, il entreprend des études de théologie au Westcott College de l'université de Cambridge, et ses idées évoluent vers l'anglo-catholicisme. Il est ordonné prêtre en 1947.

## Carrière au sein de l'Église d'Angleterre

### Premiers postes
Les premiers postes de Graham Leonard 1947 sont des charges de prêtre assistant (curate) pour les paroisses St Andrew de Chesterton (en), dans la banlieue de Cambridge, puis St Ives, dans le Huntingdonshire, et Stansted Mountfitchet, dans l'Essex. En 1952 il prend en charge la paroisse de Ardleigh dans l'Essex, où il restera trois ans (comme vicar). Il est ensuite nommé chanoine de la cathédrale de St Albans.
À partir de 1955, il s'implique de plus en plus fortement dans les instances chargées de l'éducation religieuse, d'abord pour le diocèse de St Albans, puis sur le plan national où il négocie avec le gouvernement, secrétaire du conseil sur l'enseignement de l'Église d'Angleterre,. Parallèlement, Graham Leonard propose des conférences, publie des livres de dévotion. Il est notamment un défenseur de la communion fréquente.
Graham Leonard entre en 1962 au service du diocèse de Londres comme archidiacre de Hampstead, poste qui s'accompagne de la charge de la paroisse St Andrew Undershaft dans la Cité de Londres. Deux ans plus tard, il est promu évêque de Willesden, suffragant de l'évêque de Londres Robert Stopford. Il est plus particulièrement chargé d'administrer la partie nord de la ville.

### Évêque de Willesden puis de Truro
À la fin des années 1960, Graham Leonard joue un rôle important dans l'échec final de la tentative d'union entre anglicans et méthodistes (en 1972). Il souligne en effet les ambiguïtés du projet en matière de compatibilité des ministères, et notamment sur la question de la réordination des pasteurs méthodistes. L'évêque de Willesden devient ainsi un des principaux porte-parole du courant anglo-catholique. Le revers infligé à l'archevêque de Cantorbéry Michael Ramsey, fervent défenseur du projet d'union, ne passe pas inaperçu et attire à Graham Leonard quelques inimitiés. Il montre également sa rigueur doctrinale en s'opposant à la relaxation des règles de discipline conjugale, notamment lorsqu'il lui est confié la tâche d'examiner les objectifs et la discipline de la Mothers' Union (en).
En 1973, l'évêque de Londres Robert Stopford cède la place à Gerald Ellison. La même année, Graham Leonard quitte Londres pour prendre en charge le diocèse de Truro, qui correspond au comté de Cornouailles. Il s'agit d'un diocèse rural, de forte tradition anglo-catholique, et comptant une importante communauté méthodiste avec laquelle le nouvel évêque aura de nombreux échanges. Il y encourage l'utilisation du cornique pour certains offices et entreprend d'aligner les indemnités des prêtres de son diocèse, plutôt basses, sur la moyenne nationale,. À partir de 1974 Graham Leonard est secondé dans sa tâche par un évêque suffragant, l'évêque de St Germans. Le poste est d'abord attribué à Richard Rutt, qui était auparavant évêque de Taejon en Corée, puis à partir de 1979, Reginald Fisher.

### Évêque de Londres
Graham Leonard devient évêque de Londres en 1981, ayant été préféré de justesse à l'évêque de Durham John Habgood pour ce poste, sans doute grâce à l'appui de Margaret Thatcher. Les consultations préliminaires ont montré que s'il avait l'appui du clergé et des paroisses, il n'avait pas celui des évêques suffragants, ni du chapitre de la cathédrale Saint Paul. Le doyen Alan Webster s'opposera notamment fréquemment à lui.
Graham Leonard négocie avec succès dans son domaine de prédilection, les questions d'éducation religieuse. Mais il s'oppose aussi parfois au gouvernement conservateur, sur la question du logement ou la mise en place du conseil du Grand Londres.
Mais la grande affaire de la décennie est le débat sur l'introduction du sacerdoce des femmes, dans lequel l'évêque de Londres devient la figure de proue du camp conservateur. Graham Leonard s'oppose à cette innovation pour des raisons doctrinales, et même ses opposants relèvent le nombre considérable de femmes employées dans les paroisses de son diocèse, et sa grande sollicitude pastorale pour celles qui font partie du personnel de la Church House. Il n'hésite pas à ordonner lui-même 71 femmes au diaconat dans la cathédrale St Paul car cela lui paraissait doctrinalement justifié, malgré les risques pour la cause qu'il défend. Pour autant ses prises de position sont sans concession.
Ainsi, en novembre 1988, Graham Leonard prend des mesures contre une femme prêtre de l'Église épiscopale des États-Unis (cette église membre de la Communion anglicane ordonne des femmes au sacerdoce depuis 1976) qui avait été invitée à célébrer des messes régulières dans une chapelle du diocèse par un groupe œcuménique favorable au sacerdoce des femmes. L'évêque de Londres
lui interdit de célébrer l'eucharistie dans toute propriété du diocèse, et menace de poursuites le groupe organisateur s'il refuse d'obtempérer. Alors que l'archevêque de Canterbury Robert Runcie insiste pour que l'unité de l'Église soit maintenue coûte que coûte, Graham Leonard estime qu'il est indispensable de mettre au premier plan les préoccupations doctrinales. Il dénie notamment à l'Église d'Angleterre, branche de l'Église universelle, la légitimité de prendre unilatéralement une décision telle que l'ordination des femmes au sacerdoce.
Graham Leonard quitte le siège de Londres pour prendre sa retraite en 1991, un an avant que le synode général de l'Église d'Angleterre adopte définitivement le principe de l'accès des femmes à la prêtrise.

## Entrée dans l'Église catholique romaine

### L'option romaine
L'accès des femmes au sacerdoce ayant été définitivement adopté en 1992, Graham Leonard publie une tribune où il affirme que les anglo-catholiques n'ont que trois options possibles : rejoindre une des églises dissidentes du mouvement anglican continué, entrer dans l'Église orthodoxe, ou suivre l'« option romaine » en rejoignant l'Église catholique romaine. Cette dernière possibilité lui semble la seule envisageable pour les évêques, et il demande lui-même à devenir catholique.
De nombreux prêtres anglicans demandent à être reçus eux aussi au sein de l'Église catholique. Leur nombre est en général estimé entre trois et cinq cents,, avec parmi eux trois autres évêques : John Klyberg, Richard Rutt et Conrad Meyer. Mais l'établissement d'une véritable « option romaine », permettant aux convertis issus de l'anglo-catholicisme de garder des éléments de leur identité propre, si elle semble avoir été envisagée favorablement par le cardinal Basil Hume, ami personnel de Leonard, se heurte au refus de la plupart des évêques catholiques, qui craignent qu'elle compromette le dialogue œcuménique,.

### Réception et ordination
Graham Leonard entre en discussions avec les cardinaux Basil Hume puis Joseph Ratzinger pour chercher à faire reconnaître la validité de son ordination épiscopale au sein de l'Église d'Angleterre. Mais cela se heurte à la doctrine de l'Église catholique romaine sur l'invalidité des ordres anglicans, édictée par la lettre apostolique Apostolicae Curae. Graham Leonard veut faire valoir que sa propre ordination est un cas particulier, puisqu'y ont participé des évêques de l'Église vieille-catholique dont les ordres sont reconnus par Rome.
C'est finalement une solution personnalisée qui est adoptée pour résoudre ce problème inédit, et après avoir été reçu dans l'Église catholique romaine le 6 avril 1994, Graham Leonard est directement ordonné prêtre le 23 avril, sans recevoir l'ordination diaconale, dans la chapelle privée du cardinal Hume. Il reçoit cette ordination sub conditione, c'est-à-dire pour lever tout doute quant à la validité. Le cardinal Hume publie une déclaration où il prend soin de préciser que cette solution a été adoptée après une enquête approfondie et qu'elle ne saurait constituer un précédent ; il souligne également la différence entre validité des ordres sacrés et fécondité du ministère, citant le concile Vatican II. Cette distinction est reprise dans une prière approuvée par le cardinal Ratzinger, lue lors de l'ordination :
« 
Graham Leonard, la Sainte Église Catholique reconnaît que de nombreux actes qui ont lieu au sein des communautés chrétiennes qui se sont séparées d'elle peuvent vraiment engendrer la vie de la grâce et peuvent être décrites à juste titre comme permettant l'accès au salut. Et nous pouvons maintenant prier. [pause].

Père Tout-Puissant, nous te rendons grâce pour les 45 ans de fidèle ministère accomplis par ton serviteur, Graham Leonard, au sein de l'Église d'Angleterre, dont la fécondité pour le salut découle de la plénitude même de la grâce et de la vérité que tu as confiée à l'Église catholique. »

### Prêtre catholique
À partir de cette ordination, Graham Leonard a le statut de prêtre retraité pour l'archidiocèse de Westminster, même s'il réside dans l'Oxfordshire. Il est sollicité pour de nombreuses conférences et retraites.
Le pape Jean-Paul II reçoit Graham Leonard en audience privée en 1995. Il lui confère le titre de chapelain de Sa Sainteté avant de le faire prélat d'honneur le 3 août 2000.
Il a même été envisagé de le créer cardinal, ce qui aurait fait de lui le premier homme marié à recevoir cette dignité (même s'il est déjà arrivé que des veufs reçoivent le chapeau de cardinal, comme Thomas Weld ou Henry Edward Manning).
Graham Leonard meurt le 6 janvier 2010, âgé de 88 ans. À son décès, le parallèle est fait entre l'option romaine qu'il appelait de ses vœux en 1992 pour le clergé anglican et la constitution apostolique Anglicanorum Coetibus publiée en novembre 2009 par le pape Benoît XVI.